# Región de Melaky
Melaky es una región en el noroeste de Madagascar. Limita con la región de Boeny, en el noreste, Betsiboka en este, Bongalova en el sureste y Menabe en el sur. La capital de la región es Maintirano. La población se estima en 175.500 habitantes en el año 2004 en el área de 38.852 kilómetros cuadrados (15.001 millas cuadradas). Melaky tiene la población y la densidad de población más pequeña de todas las regiones de Madagascar.
Está dividida en cinco distritos (población en julio de 2014):
- Distrito de Ambatomainty 30,218
- Distrito de Antsalova 59,923
- Distrito de Besalampy 73,125
- Distrito de Maintirano 109,494
- Distrito de Morafenobe 24,687